# 持続可能な都市

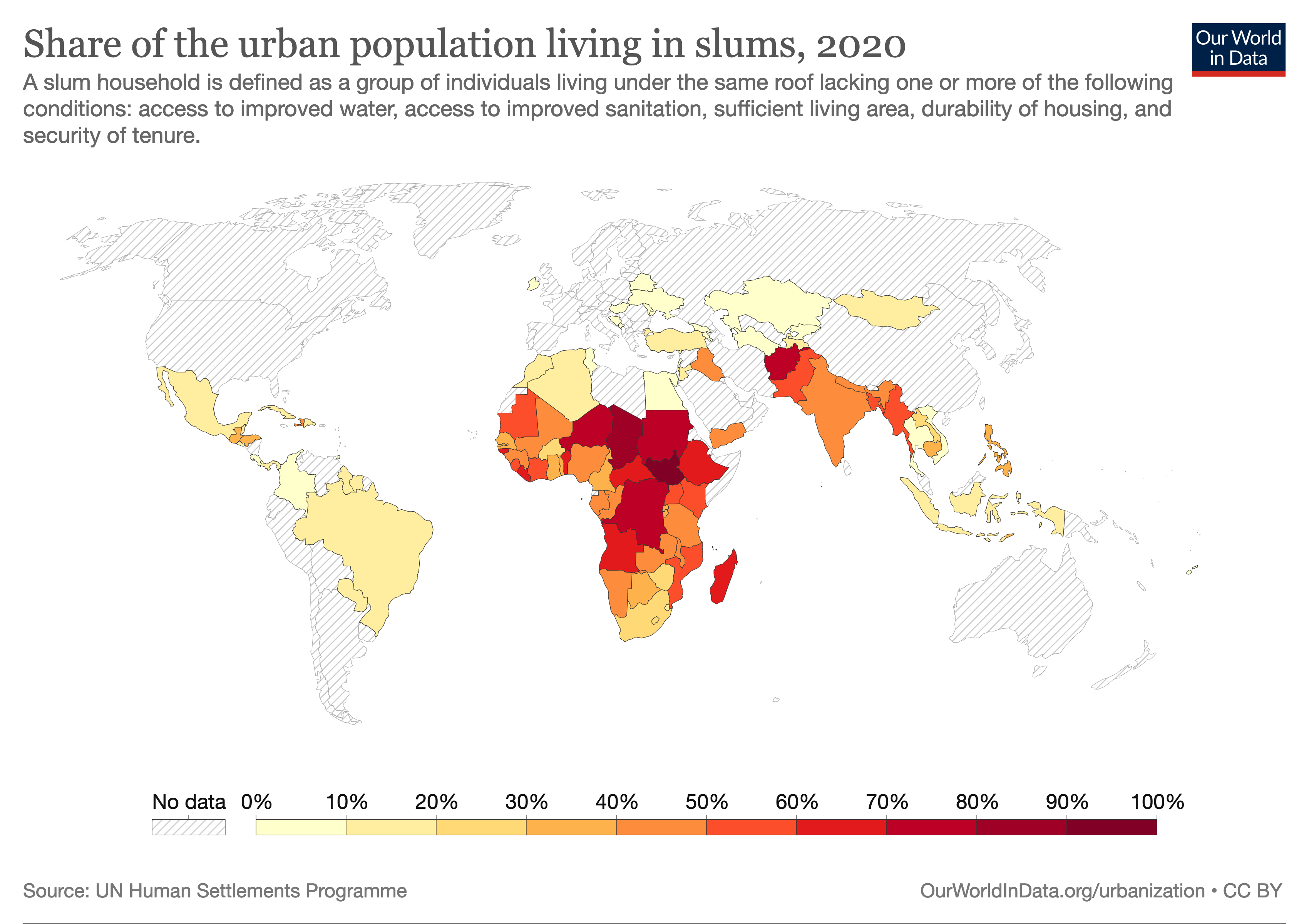
スラムに住む都市人口の割合

持続可能な都市（じぞくかのう な とし、英: sustainable city〈サステナブル・シティ〉）、エコシティ（英: eco-city）、もしくはグリーンシティ（英: green city）は、社会・経済・環境への影響（通称トリプルボトムラインに配慮し、未来の世代が今の世代と同じ経験する機会を損なうことなく、既存の人々と同様の居住環境を提供できるように設計された都市のことである。
持続可能な開発目標（SDGs）：11では、持続可能な都市のことを「緑の持続可能性、社会の持続可能性、経済の持続可能性の達成に専念する都市」と定義している。そのために、持続可能な経済成長を維持するのみでなく、包括性に焦点を当てた設計を通じて、全ての人に機会を提供することに取り組んでいる。また、エネルギー・水・食料の供給量を最小限に抑え、廃棄物・放出熱・大気汚染 - CO2・メタン・水質汚染を大幅に減らすことも重要である。
視覚芸術家のリチャード・レジスターは、1987年に出版した彼の著書：『Ecoxity Berkeley:Building Cities for a Healthy Future（エコシティ・バークレー　〜健康な未来のための都市づくり〜）』の中で、エコシティという言葉を初めて作り出し、どこでも通用する革新的な都市計画案を提示している。その他、持続可能な都市を構想した代表的な人物としては、建築家で後にエコポリス社を設立したポール・F・ダウントンや、作家のティモシー・ビートリー、ステフィン・レーマンなどが挙げられる。このような都市の計画には、産業生態学の分野が使われることもある。

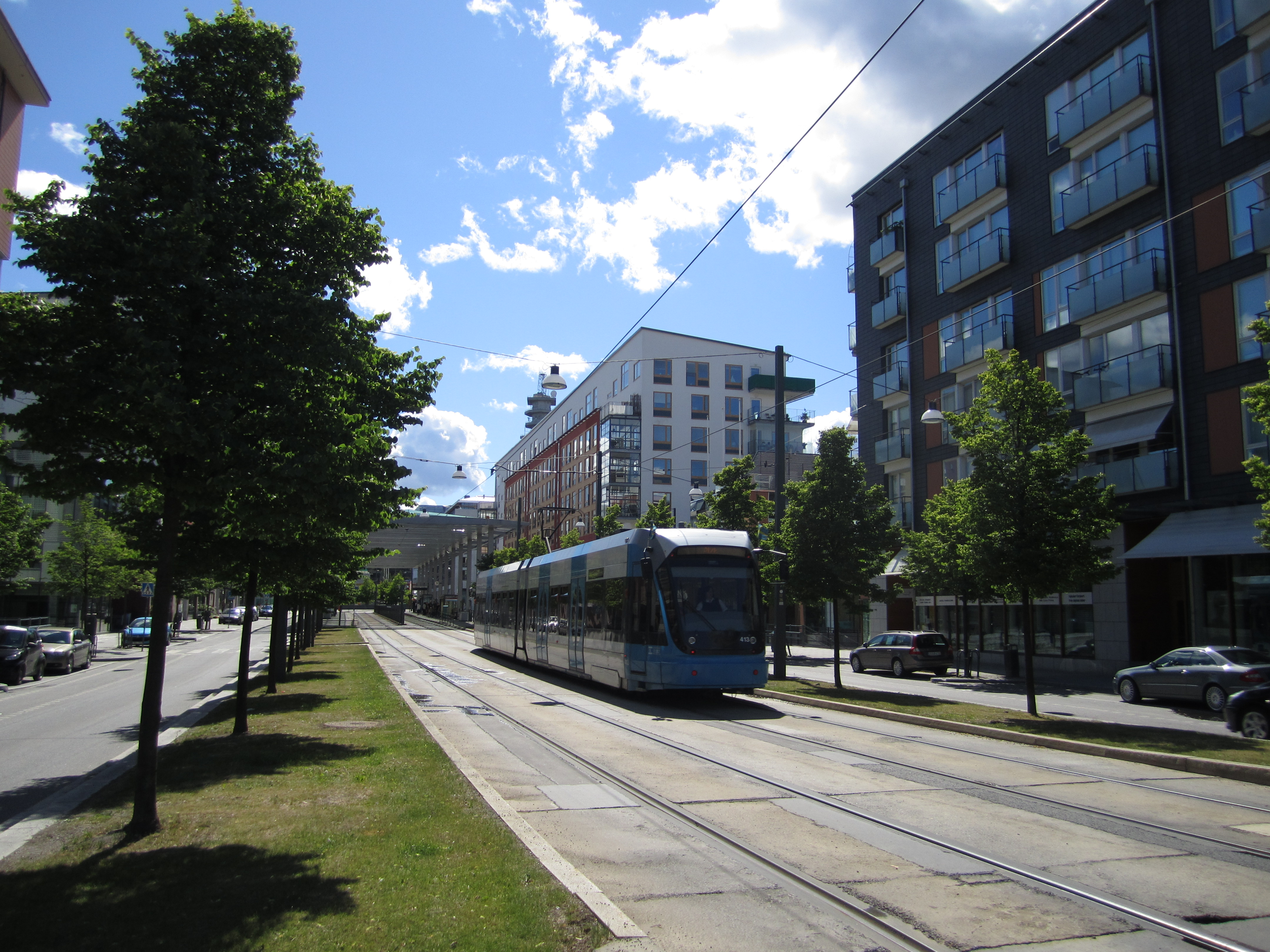
鉄道輸送を利用することにより交通渋滞を解消した都市

国連環境計画は、現在ほとんどの都市が、給水・衛生・廃棄物管理などの基本的サービスの欠如に加え、環境悪化・交通渋滞・都市インフラの不足に悩まされていると呼びかけている。持続可能な都市は、経済成長を促し、そこに住む人々の基本的なニーズを満たすと同時に、全ての人に持続可能な生活環境を提供するものでなければならない。持続可能な都市は、エコロジー・エコノミクス・政治・文化の四つの領域に渡り、永続的な生活様式を作ることが理想的である。欧州投資銀行は、再生可能な輸送手段・エネルギー効率・持続可能な住宅・教育・ヘルスケアなどの分野で、都市の長期戦略の策定を支援している。欧州投資銀行は過去八年間で、都市の改善のために1500億ユーロ以上を費やしている。
都市は地球上のわずか3%の面積にもかかわらず、エネルギー消費の60%〜80%、二酸化炭素排出量の70%以上を占めている。そのため、安全で強靭かつ持続可能な都市を作ることは、持続可能な開発目標の最優先事項の一つである。
アデレード市議会は、社会的に持続可能な都市は、公平であり、多様であり、繋がっており、民主的であり、生活の質を高めるものでなければならないと述べている。持続可能な都市の優先課題は、周囲の自然環境に（持続的に）依存しながら自給自足をすること、再生可能エネルギー源で電力を供給すること、考えられる限り最小限のエコロジカル・フットプリントと汚染に止めること、これらを実現することである。そのためには、効率的な土地利用、有機物の堆肥化、使用済み材料の再利用、廃棄物のエネルギー化が必要である。これらの貢献が、気候変動に対する都市の影響を減少させることにつながるという考えである。
今現在、世界の人口のうち55%が都市部に住んでいると言われており、国際連合は、2050年にはその数が70%になると予測している。2050年には都市に住む人口が25億近く増える可能性があり、より持続可能な地域社会の実現が困難になる可能性がある。このような大規模な地域社会は、環境に配慮した開発者にとって課題と機会の両方を提供する。持続可能な都市をさらに明確化し、その目標に向かって努力することには、明らかなメリットがある。人間は、社会的な繋がりを育む都市空間で成長する。都市学の理論家であるリチャード・フロリダは、持続可能な都市がもたらす社会的影響に注目し、都市に必要なのは競争力のあるビジネス環境だけでなく、あらゆるタイプの個人と家族にアピールする素晴らしい人間環境を促進することである。そのため、より密度の高い都市生活への移行は、社会的相互作用の出口を提供し、人間が繁栄できる条件を提供することになる。また、このような都市部では、公共交通機関の利用や、歩きやすさ、自転車の利用が促進され、市民の健康に役立つのみならず、環境にも良い影響を与えるだろう、と述べている。

## 持続可能な都市づくりのための実践的手法
- 都市内（郊外や都心）の農業区画など、これまでとは異なる農耕システム。これにより、食品が畑から食卓まで移動する距離を短縮することができる。これは小規模・個人的な農地でも、大規模な農業（例えば垂直農法）でも可能である。
- 風力発電やソーラーパネルなどの再生可能エネルギーや、汚水から作るバイオガスなど、公害を軽減・管理するためのエネルギー源。都市は、そのようなエネルギー源を実現するための規模の経済を提供する。
- 膨大なエネルギーを必要とする空調を改善するため、日中の放射冷却・植樹・地表の色を薄くする・自然換気・水場の増加・都市面積の20%以上の緑地化など、様々な工夫を凝らす。これらの対策は、舗装されたアスファルトが多いために起こるヒートアイランド現象を軽減する。都市部は気温が周囲の農村部と比べて数度上昇し、夕方には上昇幅が6度にもなることがある[11]。
- 自動車による排気ガスの量を減らすため、公共交通機関を改善し、歩行者天国を増やす。このためには、ビジネスゾーン、工業ゾーン、住宅ゾーンを統合した、これまでとは一線を画すような新たなアプローチによる都市計画が必要である。道路はもしかしたら運転がしにくいように設計されているかもしれない。
- 公共交通機関の利用を可能にしつつ、ヒートアイランド現象の発生を避けるために、最適な建築密度を確保する。
- 屋上緑化は地表のエネルギーバランスを変化させ、都市部のヒートアイランド現象を緩和する。デザインにこれらを取り入れることで、空気の質の向上、気候・水の排出の改善に効果がある。
- 運輸のゼロエミッション（排出ゼロ）化                                                                                                                                                                                                    建物で育っている植物

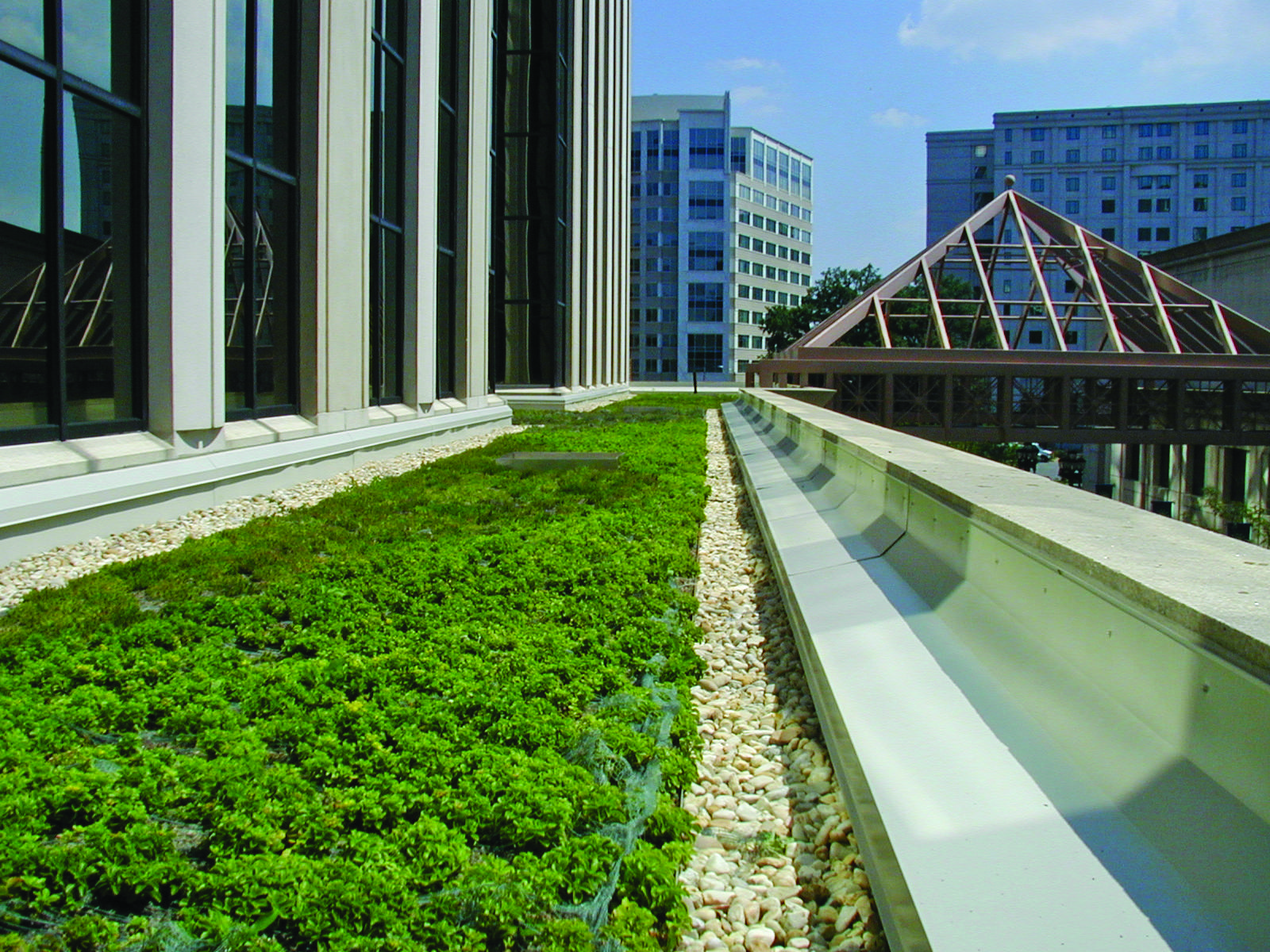
建物で育っている植物

- 再生可能エネルギーを利用してエネルギー消費量や温室効果ガス排出量を削減する「ゼロ・エネルギー・ビルディング」[12]
- 廃棄物を減らし、管理するための他のシステムに加え、持続可能な都市排水システム（SUDS）を使用する。
- 省エネルギーシステム・機器
- 「ゼリスケープ」 - 節水のための庭や景観デザイン
- 燃費・収容人数・電化・ペダルパワー・都市化という5つの要素を取り入れた「持続可能な交通手段」。
- 非効率な資源生産・消費でなく、持続可能な生産と消費の行程を確保する循環型経済。
- サイクリング・インフラが増えれば、都市内での自転車利用者が増加し、車の運転台数が減少し、車の排気ガスも減少する。また、サイクリングを通じてより多くの運動をすることができるため、市民の健康にも貢献することができる。
- 重要業績評価指標 - 現在、市の管理者が様々な施設のエネルギー節約を監視・評価するための指針とM&V（Monitoring and Verification）を提供する開発・運用管理ツール。
- Sustainable Sites Initiative（SSI） – 持続可能な土地の設計・建設・維持管理のための自主的な国家ガイドラインと業績評価基準。主な分野は、土壌、植生、水文学、材料、人間の健康と福祉である。

持続可能な都市は、以下のような様々な手段で住民のための安全な空間を作り出している。
- 職場の近くに住む新しい方法を模索することで、都市の広がりを減少させるための方策[13]。職場は市街地やダウンタウン、都心にあることが多いため、郊外の人々が都心部に対して持っている多くの古風な考え方を変えて、密度を高める方法を模索している[14]。そのための新しい方法のひとつが、「スマートグロース運動」によって考案された手法である[15]。
- より持続可能な都市に住むことの重要性と好影響について、都市にに住む人々を教育すること。これは、持続可能な開発を行うための取り組みを後押しし、人々がより持続可能で環境にやさしい方法で生活するよう後押しするためである。
- 都市サービス（水、エネルギー、輸送）に対する需要を満たすための政策と計画の変更。

都市は、その領域内での財やサービスの生産が、国内消費または輸出に関連することがあるため、実際の排出量計算に関して困難が伴うことがある。逆に、市民は輸入された財やサービスも消費している。排出量の二重計算を避けるためには、排出量をどこでカウントするのかを明確にする必要がある。グローバル化した経済において、長い生産レーンを考えると、これは難しいことかもしれない。さらに、再生可能エネルギーシステムや電気自動車用バッテリーに必要な原料の抽出、具体化エネルギーの結果は、それ自体が複雑である可能性が高い（実際の利用現場での排出量は非常に小さいと考えられるが、総計の排出量は依然として大きい可能性がある）。

## 建築様式
建物は都市を機能させるためのインフラであり、持続可能な取り組みを示す多くの機会を与えてくれる。持続可能な建築への取り組みは、計画・建築・再構築を含む建築のすべての段階を包含している。サステナブルサイト（持続可能な社会）構想は、造園家・デザイナー・エンジニア・建築家・開発者・政策立案者などが、土地の開発と管理を革新的な持続可能なデザインに合わせるために使用する。

## エコ・インダストリアル・パーク
UNIDO（United Nation's Industrial Development Organization）では、「エコ・インダストリアル・パーク」のことを共通の敷地内にある企業のコミュニティと定義し、企業は環境・資源問題の管理における協力を通じて環境・経済・社会パフォーマンスの向上を目指している。これは、企業が材料・エネルギー・水・副産物を物理的に交換することで付加価値を得て、持続可能な開発を可能にする産業共生である。この連携により、環境負荷の削減と同時に、地域の経済性の向上が期待できる。
「エコ・インダストリアル・パーク」を構築するための要素には、自然システム・エネルギーの効率的な使用・より効率的な材料と水の流れが含まれる。工業団地は環境への影響を軽減するために、自然環境と調和するように設計されるべきであり、それは工場設計・造園・材料の選択によって達成することができる。例えば、ミシガン州にフェニックスデザイン社が建設した工業団地があるが、ほとんどリサイクル材によって作られている。建物の造園には自生する樹木や草花が使われ、造園は施設の気候シェルターとしての役割も果たす。「エコ・インダストリアル・パーク」を建設するための材料を選択する際、設計者は、建物に使用するそれぞれの媒体のライフサイクル分析を行い、環境への真の影響を評価し、工場から別の工場への使用、企業からの蒸気接続による地域の家庭への暖房供給、風力や太陽光発電などの再生エネルギーの利用を確認する必要がある。物質の流れという点では、「エコ・インダストリアル・パーク」内の企業が共通の廃棄物処理施設を持ち、工場から工場へ副産物を輸送する手段を持つ、あるいは、その場所に採用した、あるいはゼロから立ち上げた資源回収企業を中心にパークを構成する、などが考えられる。工業団地内の水の流れをより効率的にするために、ある工場から出る処理水を別の工場で再利用したり、工業団地のインフラに雨水を集めて再利用する方法を取り入れたりすることもできる。

## 実用例

### オランダ・ロッテルダムのリサイクル・パーク
オランダ第2の都市であるロッテルダムにある「リサイクルパーク」は、オランダに拠点を置くRecycled Island Foundationが、ポイ捨てされたゴミをリサイクルし、象徴的な島公園を作るなど、持続可能なプロジェクトとして紹介するものである。ロッテルダムのリサイクル・パークは、再利用されたゴミで構成された、浮遊する緑色の六角形の「島」の集合体である。マース川沿いにあるこの公園は、より持続可能な都市を作るための循環型プロセスを反映している。リサイクルされた公園の下側には、この地域固有の植物や野生動物の生育をサポートする素材が置かれている。ロッテルダムの自然が持つ生物多様性を育もうというこの取り組みは、他の都市でも反映されている。シカゴの「アーバンリバーズ」という組織は、同様にこの問題を解決するために、シカゴ川沿いの浮遊公園と森林のワイルドマイルを建設し、成長させて、緑化することを目標としている。アーバンリバーズとリサイクルアイランド財団の生物多様性向上への関心は、周辺都市の建設された都市の緑化への関心と一致している。
ロッテルダムのリサイクル・パークは、気候変動を動機とする影響に対応するために、浮遊構造物を作る傾向がより強くなることを示唆しているのかもしれない。ロッテルダムの「フローティング・ファーム」は、食料生産と輸送に持続的に取り組んでいる。その他、再生可能エネルギーを利用した屋形船や、海岸から約800m離れた高級住宅などの浮体構造物もある。オランダのアムステルダムでも、郊外のアイブルフに人工の浮島が並んでいるのが特徴的である。商業施設や住宅を水上で開発するというアイデアは、都市部での土地利用を制限するという意図があることが多い。これは、都市のヒートアイランド効果の集積を減らし、氾濫原のエンジニアリングと規制に費やされる区画整理の努力（そして潜在的には廃水貯水池の容量）、自動車運転を減少させるなど、さまざまで広範囲な環境影響をもたらす。リサイクルパークは、廃棄物の排出を抑えるための全方位的なアプローチである。また、緑は空気を浄化する効果があり、公害を軽減する。また、六角形のモジュラーデザインにより、それぞれの「島」を再構築することができる。この空間は、環境の持続可能性だけでなく、コミュニティの形成やその他の社会的機会のためのオープンスペースでもある。

### 都市農業

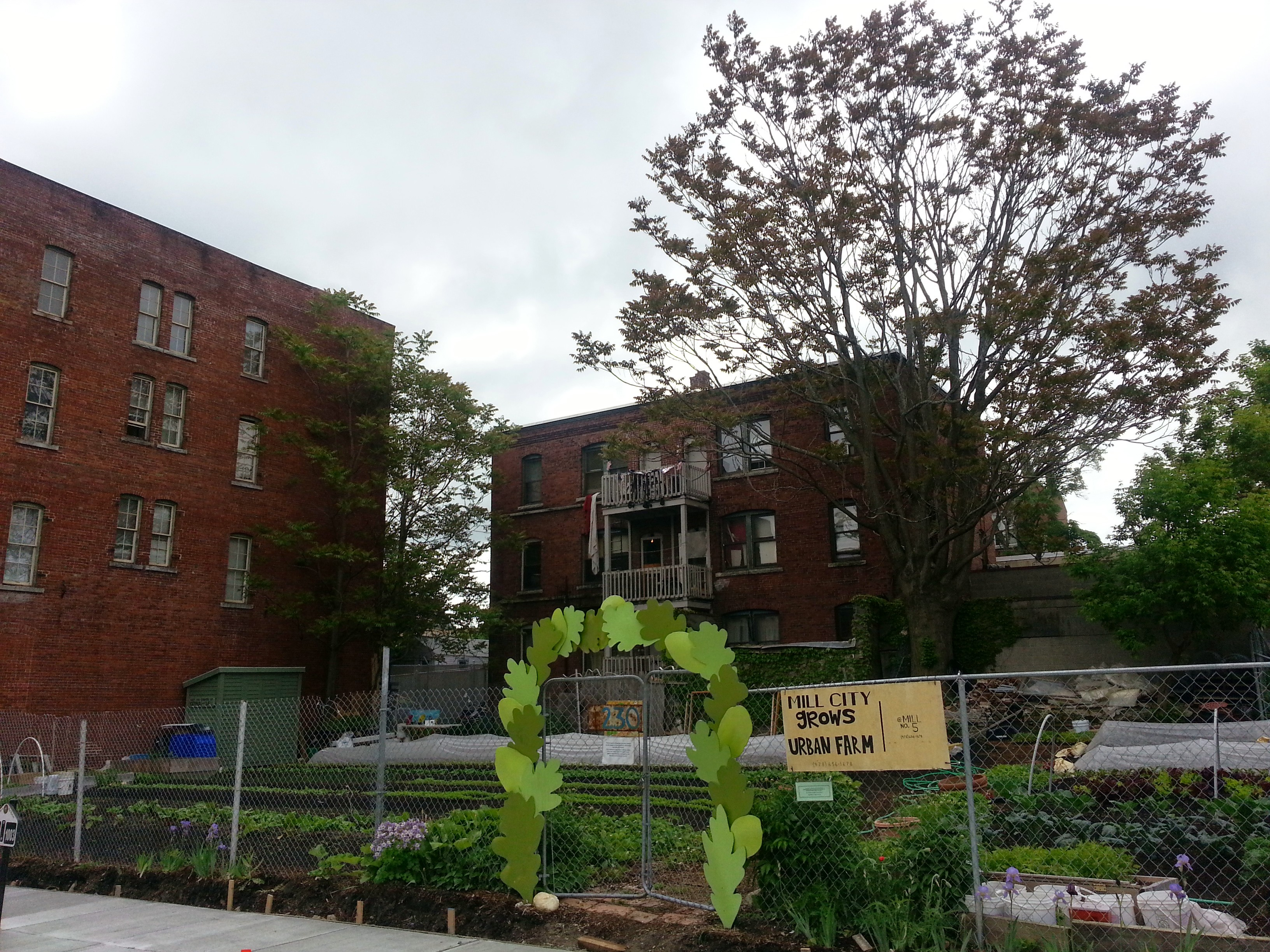
マサチューセッツ州ローウェルの都市農業

都市農業とは、都市やその周辺で食料を栽培・流通させたり、家畜を飼育したりすることである。RUAF財団によると、都市農業は都市の経済・生態系に統合されているため、農村部の農業とは異なる（都市農業は都市の生態系に組み込まれ、相互作用している）。このような繋がりには、都市住民を主要な労働者として利用すること・典型的な都市資源の利用（有機廃棄物を堆肥として利用したり、都市排水を灌漑に利用することなど）・都市消費者との直接的なつながり、都市生態への直接的影響（良くも悪くも）・都市食料システムの一部であること・他の都市機能との土地競争・都市の政策や計画による影響などがある。持続可能な都市における都市農業の動機のひとつに、食料輸送に使用されるエネルギーの節約というものがある。都市農業のインフラには、共同農園や農場のための共有エリアや、都市内で栽培された食品を都市システム内の住民に販売するために農家市場の共有エリアが含まれることがある。
タイニーフォレスト（ミニチュアフォレスト）は、小さな土地にたくさんの木を植えるという新しい概念である。この森は大きな森に比べ、10倍の速さで、30倍の密度で成長し、そして100倍の生物多様性を持つと言われている。さらに100%オーガニックであることも特徴である。ミニチュアフォレストの低木層・亜高木層・樹木層・樹冠層の比率とそれぞれの樹種の割合は、生物多。様性を促進するために植樹前に計画され、予め固定されている。

### 新都市主義
ウォーカブルな都市主義の最も明確な定義は，新都市主義の憲章として知られている。これは、持続可能な交通手段をサポートするスマートシティを創造・維持するために建築環境を変化させ、環境への影響をうまく削減するアプローチである。コンパクトな都市部の住民は、都市スプロール郊外に住む住民と比較して、走行距離が少なく、さまざまな指標で環境負荷が著しく低いことが分かっている。またヨーロッパでは、コンパクトな都市を目指し、都市のスプロール化によって奪われる緑地を減らすという持続可能な土地活用を促進するために、循環型土地利用管理の概念が導入されている。
「持続可能な建築」は、最近の新古典主義建築の動きの一つで、スマートグロース、ウォーカビリティ、ヴァナキュラー建築、古典的デザインを評価・発展させた建設に対する持続的アプローチを推進している。これはモダニズムや国際様式の建築とは対照的で、住宅地や郊外のスプロール化に反対する。どちらも1980年代に始まった流行である。

### 個々の建物 (LEED)
LEED（Leadership in Energy and Environmental Design）グリーンビルディング認証システムとは、広く理解され受け入れられるツールやパフォーマンス基準の作成と実施を通じて、持続可能なグリーンビルディングと開発の実践を世界的に奨励し、加速するものである。
LEEDとは、国際的に認知されているグリーンビルディング認証システムのことである。LEEDは持続可能な場所・水の効率・エネルギーと大気・材質と資源・室内環境の質・立地と繋がり・教育と認識・設計における革新性・地域の優先順位、のような優れた主要分野を認定することで、建物全体の持続可能な設計というものを評価する。LEED認証を取得するためには、設計・建設・使用において持続可能性が優先される必要がある。
持続可能な設計の一例は、竹のような「認定木材」を取り入れることである。竹は成長が早く、伐採後の再生率も驚異的である。エネルギー性能を最適化することで、圧倒的に多くの信用性を獲得することができる。これは、代替エネルギーに関する革新的な思考と効率化を促進するものである。
フィンランドのヘルシンキにある新しい地区は、ほぼ完全に木材を使用して作られている。この木材は、単板積層材（LVL）というもので、高水準の耐火性を持っている。木造建築はコンクリートや鉄骨建築に比べてCO2排出量が非常に少なくなるため、このプロジェクトはフィンランドの木造建築を持続可能性の新たな高みへ進めるものである。

### 持続可能な土地活用 (SSI)
持続可能な土地活用（SSI：Sustainable Sites Initiative）は、American Society of Landscape Architects(アメリカ造園家協会)・テキサス大学オースティン校レディバード・ジョンソン・ワイルドフラワー・センター・アメリカ植物庭園の共同プロジェクトである。
「SSI」は、持続可能な土地設計・建設・維持管理のための国家レベルのガイドラインおよび業績評価基準である。SSIの建築原則は、自然や文化とともにデザインすること、保存・保全・再生の意思決定段階を用いること、システム思考のアプローチを用いること、再生システムを提供すること、生活過程を支援すること、協調的・倫理的アプローチを用いること、リーダーシップと研究において誠実さを保つこと、そして「環境活動」を育てることである。これらはすべて、温室効果ガス、都市気候問題、水質汚染と廃棄物、エネルギー消費、および利用者の健康と福祉といった共通の環境問題の解決を促進するのに役立つ。主に水文学・土壌・植生・材料・人間の健康や福祉と言ったことこに焦点をあてている。
SSIにおいて、敷地内の水文学の主な目標は、既存の水文学機能を保護・回復することである。例えば、敷地利用者が利用しやすいように雨水機能を設計し、敷地内の水を管理・浄化したり、土壌と植生の敷地設計については、建設時に多くの手順を加えることでヒートアイランド現象の影響を最小限にし、植物を使用して建物の暖房需要を最小限にしたりすることなどである。

### 再生建築
再生建築とは、廃墟となった空間を再活用し、費用対効果の高い設計手法を用いて緑地を増やすことである。バンコクの古い鉄道線路は、最近、混雑したバンコク市内にある緑地公園「プラ・ポック・クラオ・スカイパーク」に転用された。ニューヨークのハイライン計画は、廃線となった鉄道路線を高架の公園や市民の社交場として再利用するという、再生建築で最も古い例の一つである。

## 交通手段

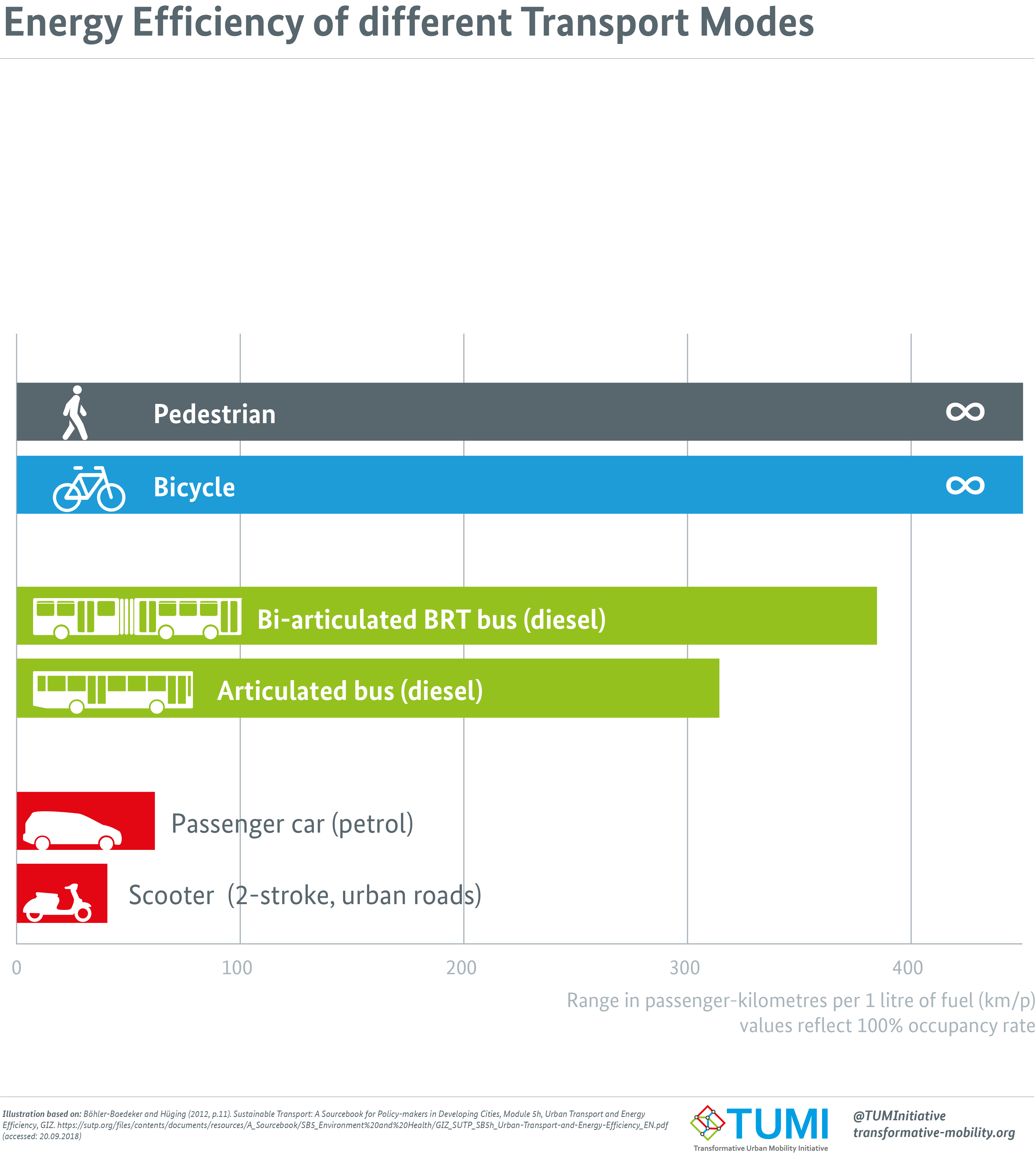
異なる交通手段のエネルギー効率

持続可能な都市の主要な焦点である「持続可能な交通手段」は、環境に優しい都市計画・低環境負荷車両・住宅地の近接性を利用して、環境責任と社会的公平に優れた都市中心部を形成することにより、都市の温室効果ガスの依存と使用を減らそうとするものである。交通機関が整備されていない場合、交通渋滞や重度の公害を引き起こす。交通機関が都市のエネルギー消費に与える影響は大きいため、ここ10年、開発専門家により持続可能な交通手段が重視されてきている。現在、交通機関が世界のエネルギー消費と二酸化炭素排出で占める割合は4分の1にまでに達している。大都市圏の交通がもたらす環境への影響を軽減するために、持続可能な交通手段は、より健康的で生産的な都市基盤を作るために利用する、広く合意された3つの柱を備えている。カーボン・トラストは、所要時間を増やさず交通をより持続可能なものにするために、都市が革新を起こす方法は主に3つあるとしている。それは、「より良い土地利用計画」「より効率の良い交通手段を選択するよう促すモーダルシフト」「既存の交通手段をより効率的にすること」である。

### 車のない街（カーフリーシティ）
車のない街（カーフリーシティ）や大規模な歩行者空間を持つ都市のコンセプトは、よく持続可能な都市の設計の一部とされる。都市のカーボンフットプリントの大部分は自動車によって生成されるため、車のない都市の構想は、しばしば持続可能な都市の設計の不可欠な部分と考えられている。
ロンドンでは、COVID-19の封鎖後、人々が安全に歩いたり自転車に乗ったりできるように、市内の大部分をカーフリー化する予定である。
同様に、コロンビアのボゴタでは、最近1週間交通規制が行われた既存の75マイルの道路網に加え、47マイルの自転車専用レーンが開設される予定である。
UAE・マスダール市では、市内の住民を自動車から解放し、広場や歩道などの生活施設を近隣に組み込むことで、歩きやすく持続可能な社会を実現する新都市主義がある。ラピッド・トランジットやアブダビ・メトロなどの公共交通機関により、マスダールの広い範囲やアブダビのCBDなどに直接アクセスすることができる。COVID-19の流行は、バルセロナで発表された160人の学者と300人の建築家が署名した「COVID19後の都市再編のための声明」のように、都市の組織を根本的に変える提案を生み出した。そして、その重要な要素のひとつに自動車の排除が挙げられた。

### 近接性重視
環境に配慮した都市計画によって生み出された「都市近接」のコンセプトは、現在および将来の持続可能な交通システムにとって不可欠な要素である。そのためには、適切な人口密度と建造物密度で都市を建設・増設し、目的地までの移動時間を短縮する必要がある。移動時間が短縮されることで、燃料の消費量が減り、自転車や徒歩などの代替交通手段への道が開かれる。さらに、住民と主要な建造物が近接していることで、長く伸びたルートをなくして効率的な公共交通機関を構築することができ、通勤時間を短縮することができる。通勤時間が短縮されることで、家族や友人と過ごす時間が増え、このような都市に住むことを選択した住民の社会的コストが減少することになるのである。
メルボルンは、自転車や徒歩、公共交通機関を利用すれば、職場・店・政府機関まで20分以内で行ける「20分圏内」の実現に向け、リードしている。パリでは、リヴォリ通り地区で目的地までの移動時間を15分に制限するというメルボルンと同様のコンセプトの実験が行われている。

### 交通手段の多様性
持続可能な交通手段は、温室効果ガスの排出量を減らし、燃料需要を多様化するために、多様な燃費の良い交通手段を利用することを重視する。エネルギーコストがますます高くなり、変動しやすくなっているため、この戦略は非常に重要なものとなっている。交通手段の中でも、代替エネルギー車の利用や給油所の設置は重要性を増しており、また、集中型の自転車道や歩行者道の整備は、持続可能な交通手段の定番となっている。
テスラは、自動車のCO2フットプリントを減らすと言われている電気自動車を作ったパイオニアのうちの1つである。持続可能な輸送を促進するため、世界的に多くの企業が独自の電気自動車や公共交通機関を開発している。

### 交通アクセス
持続可能な都市の概念に含まれる社会的責任の側面を維持するために、持続可能な交通を実現するには、社会のすべてのレベルによる交通へのアクセスを含める必要がある。低所得の都市住民にとって、自動車や燃料のコストは高すぎることが多いため、この側面を満たすには、効率的で利用しやすい公共交通機関を利用することが図らずとも多くなる。社会的包含は、国連の「持続可能な開発目標11-住み続けられるまちづくりを」の重要な目標である。
公共交通機関をより身近なものにするためには、乗車賃が手頃であること、駅が街の各所に、そして徒歩圏内にあることが必要である。研究が示すように、このアクセスの良さは、都市住民の社会的・生産的な機会の多大なる増加を生み出す。低所得者層が安価で利用しやすい交通機関を使うことで、自分の住んでいる地域だけでなく、都市内の至る所で雇用機会を求めることができるようになるのである。その結果、失業率が下がり、犯罪、薬物使用、暴力など、そのことに関連する多くの社会問題が減少する。

### スマートな交通手段
スマートシティの時代、交通を規制し、公共交通をより効率的にするために、多くのスマートソリューションが実験されている。イスラエルでは、アルゴリズムを使って公共交通機関をニーズに応じてルート化する官民パートナーシップに取り組むことで、通勤の改革を行なっている。Mobility as a Service（MaaS）のコンセプトのもと、イスラエルの人々はモバイルアプリケーションに目的地を入力することを奨励されている。このデータはアプリケーションによって処理され、需要に応じて交通機関のルートを変更し、通勤客にさまざまな交通手段の選択肢を提示する仕組みになっている。これは無駄な移動を減らし、政府が一度に電車やバスに乗る人数を規制するのに役立ち、特にCOVID-19パンデミックのような際に有効である。

## 都市戦略計画
持続可能な都市に関する国際的な政策はなく、国際的な基準も確立されていないが、都市・自治体連合（UCLG）という組織が世界共通の都市戦略ガイドラインの制定に取り組んでいる。UCLGは、アフリカ・アジア・ユーラシア・ヨーロッパ・ラテンアメリカ・北米・中東・西アジア、そして大都市で活動する民主的で自律的な組織であり、より持続可能な社会を実現するために活動している。UCLGの60人のメンバーは、都市開発戦略を評価し、その経験をもとに議論し、最適な提言を行う。さらに、UCLGは地域や国の背景の違いも考慮している。各団体とも、メディアやインターネット、会議やワークショップなどを通じて、このコンセプトの普及活動に力を注いでいる。2016年10月12日から14日にかけて、イタリアのサレント大学とバジリカータ大学で、「グリーンアーバニズム」という国際会議が開催された。

### 開発
近年、欧州連合などの地方自治体や国家、地域機関が、都市計画を全体的に理解する必要性を認識している。これは、都市の課題と地方自治体の対応に焦点を当てた、国際的な政策を確立するために役立つものである。世界人口の56%以上が都市に住んでいるため、都市部の持続可能な発展は極めて重要なのである。都市は気候変動対策の先頭に立っているが、一方で世界の「炭素排出量」の75%を担っていると推定されている。
一般に、都市計画の観点から、地方自治体の責任は、包括的な都市開発戦略を除けば、土地利用とインフラ整備に限定される。都市戦略計画の利点は、地方政府が実績主義を確立し、地域社会が直面する課題を明確にし、国レベルではなく地方レベルでより効果的に対応し、制度的対応と地方の意思決定を改善するために、統治や連携を強化することだ。さらに、利害関係者間の対話を増やし、合意に基づく解決策を策定し、持続可能な計画と地方政府の変化の間に連続性を持たせる。環境問題を都市の持続可能な開発の優先事項として位置づけ、住宅、エネルギー、移動の概念や新しいモデルを開発するプラットフォームとして機能させるものである。

### 達成する上での障害
都市開発戦略（CDS）は、新たな課題に取り組み、すべての利害関係者を巻き込んだ革新的な政策のための場を提供するものである。国連の持続可能な開発目標11で強調されているように、空間開発や社会経済階級の不平等と貧困の削減や気候変動の懸念は、世界の持続可能な都市を達成するための要素となる。UCLGによると、地域や国の条件、枠組み、実践には違いがあるが、それを克服するために、他の政府・コミュニティ・民間セクターとのコミュニケーションや交渉を通じて、戦略的決定、合意形成、業績管理のモニタリング、投資の引き上げにおいて革新的かつ参加型のアプローチで発展を続けるという国際的な取り組みが必要であるとしている。

### 持続可能な都市の社会的要因
国連開発計画（United Nations Development Programme (UNDP)）によると、世界の人口の半分以上が都市に集中しており、その割合は2050年までに3分の2になると予想されている。人口動態の変化と移民、雇用市場のグローバル化、貧困と未達成のミレニアム開発目標、分離、空間様式と都市成長、大都市化と都市地域の台頭、自治体の政治力の強化、都市開発とサービス提供の新しい担い手、開発のための公的資金の減少、環境と気候変動、新しく利用しやすい建築技術、不確実性と成長の限界への備え、グローバルコミュニケーションとパートナーシップという13項目のグローバル課題が具体的に示されており、持続可能な都市の確立に向けた課題となっている。

## 社会的公平性

### ジェンダー
ジェンダーとは、社会的に女性または男性であると解釈される一連の特徴や行動を個人に関連付けるものである。ジェンダーは、その人のアイデンティティの重要な一部であり、人生を歩む上での経験や機会に影響を与えることがある。これは、ジェンダーが建築環境をどのように利用するかに影響するのと同じことである。
男性と女性は、建築環境を異なる形で体験する。20年以上前から、都市計画の専門家たちは、都市設計の過程において、ジェンダー関係やジェンダーの経験を日常的に考慮することを求めてきた。具体的には、都市計画家は、安全で公平な建築環境を設計する際に、人々の生活体験におけるジェンダーによるシステム的な差異を考慮する必要性を強調している。これは、気候変動に強い都市の開発にも当てはまる。
女性は、気候危機によって避難した人々のうち80%を占めている。女性が気候変動の影響を受けやすいのは、ジェンダーによって社会的に与えられている役割のためである。例えば、女性は家庭内で食事の供給を主に担っていたりする。気候変動による洪水や干ばつの頻度や規模がかつてないほど大きくなっていることは、多くの女性の子育てに直接影響し、これらの自然災害の結果によって不釣り合いに苦しむことになる。
気候変動の負担を性別によって不公平に分配することは不当であり、持続可能な都市の設計において取り組むべきことである。ジェンダー平等を実現することは、倫理的に重要であるというだけでなく、女性の成長を支援することが経済成長につながるため、経済的にも賢明である。さらに、女性のためだけでなく、「女性による」持続可能な都市をデザインすることは、社会的にも経済的にも意義のあることなのである。
持続可能な都市運動の先頭に立つ著名な女性には、アンヌ・イダルゴ、アダ・コラウ、クラウディア・ロペス・エルナンデス、イボンヌ・アキソーヤー、ミュリエル・ボワーズ、パトリシア・デ・リル、ヘレン・ヘルナンデス、クロバー・モーアなどがいる。他の女性指導者には、クリスティアナ・フィゲレス、パトリシア・エスピノサ、ローレンス・トゥビアーナ、ハキマ・エル・ハイトがいる。

### 人種と所得
モビリティ、つまり場所を移動する／行くことができる能力は日常生活に欠かせないものだ。私たちのモビリティは、主に私たちを取り囲む交通インフラによって決定される。米国の歴史においては、移動と場所の権利は、つまり誰がどこに、どのように行くことができるかということは、成文化された社会的ルールによって規制されてきた。こうしたルールの多くは、人種・民族・民族主義的な線引きで作られていた。
レッドライニングのような差別的な住宅・交通政策は、何世紀にもわたって疎外されてきた人種グループが受けてきた抑圧的な生活環境をさらに悪化させ、将来の世代の社会経済的な機会を制限してきたのである。このような差別的な政策の積み重ねが、今日私たちが目にする多くの不公正な環境の原因となっているのである。
環境不公正とは、環境の脅威に対するリスクの不平等な分配を意味し、弱者集団、例えば低・中所得者層（LMI）や有色人種（POC）は、最大の被害と最小の保護を受けた経験がある。環境不公正は、汚染された飲料水やカビに侵された住宅地など、さまざまな形で現れ、広く存在している。環境不公正の一例として、個人が属する人種や社会経済的な集団によって、暑さにさらされることによる負担が異なることが挙げられる。
都市部では、熱を吸収しやすい不透過性の地表面が集中するため、未開発地域よりも地表温度が高くなることが多く、先に述べた「ヒートアイランド現象」が発生する。ヒートアイランド現象による健康被害のリスクは、気候危機によって猛暑の頻度が増加することにより、さらに深刻化することが予想される。この問題は、エアコンや木陰で涼むことができない乳幼児や高齢者を含む弱い立場の人々にとって非常に深刻である。このような都市の暑さに対する適応能力の低さは、LMI層や過去に隔絶された地域に集中する。
具体的には、過去にレッドライニングやダイベストメントの対象となった都市の近隣は、周辺地域に比べて地表の平均気温が高いという傾向がある。このような地表温度の違いは、米国における差別的な住宅政策の歴史を体現しており、歴史的に行われてきた都市計画のやり方が、気候変動による影響とどのように相互作用していくかを浮き彫りにしている。私たちは、このような歴史的な慣習を念頭に置きながら、未来の持続可能な都市を創造していかなければならない。ヒートアイランド現象は、マイノリティや低所得者層に不釣り合いな影響を与えるもう一つの環境問題の影響、いわゆる大気汚染も悪化させる。
工場や高速道路のような環境有害物質を発生させる都市インフラ事業は、有利な土地区画規定、安い地価、政治的反発の少なさから、LMIやPOCコミュニティの近くや中に頻繁に建設されている。これは、住民が関心を持たないからではなく、そのような建設を阻止するために必要な時間、資金、人脈がないことが多いからである。さらに、汚染物質を発生させる事業は、LMIやPOCのコミュニティに不当な影響を与え、これらのグループの健康状態に害を及ぼす。
ミネソタ大学の研究によると、非白人コミュニティの二酸化窒素濃度（NO2-化石燃料の燃焼による生成物）を白人コミュニティと同等まで下げると、心臓病による死亡が年間約7000人も減少することがわかった。この死亡率の格差は、差別的な区画整理や都市計画政策が健康に与える影響を浮き彫りにしており、LIMやPOCのコミュニティが大気汚染に偏ってさらされている。またこの格差は、エンジン車を排除する持続可能な移動手段への改革により、私たちがどれだけ多くのものを得ることができるかを示している。
環境問題に直面した際の人種や所得による不公平な内訳は、気候危機が社会問題であり、環境正義は人種的正義に依存しているという理解を強めるものである。これらの問題に対処するための正しい方法はひとつではない。提案されている解決策には、一戸建て用地の廃止、LMI層向け住宅地の最低比率の設定、今後の都市計画プロジェクトにおけるコミュニティの関与の義務付けなどがある。環境に合わせた持続可能な都市をつくるために最適な解決策の組み合わせを選択するためには、それぞれの都市を、すべての地域住民が、すべての地域住民のために設計する必要がある。
環境正義運動の先頭に立つ人々には、ロバート・ブラード、ベンジャミン・チャビス、ペギー・シェパード、カンディ・モーゼットホワイト、ムスタファ・サンティアゴ・アリ、ジェイミー・マーゴリン、エリザベス・イェアンピーレ、リーアン・ウォルターズ、ダナ・ジョンソンなどがいる。

## 各国の例

### オーストラリア

#### アデレード
都市森林
南オーストラリア州のアデレード（人口130万人の都市）では、マイク・ラン首相（2002年〜2011年）が2003年に都市林構想を立ち上げ、首都圏の300のプロジェクトサイトに2014年までに300万本の在来種の木や低木を植えることを目標としている。何千人ものアデレード市民が地域植樹会に参加している。植樹場所は、公園、保護区、交通通路、学校、水路、海岸線などである。遺伝子の一貫性を確保するため、地元に自生する樹木のみを植栽している。ラン首相は、このプロジェクトの目的は、街を美しく涼しくして住みやすくすること、大気と水質を改善すること、アデレードの温室効果ガス（CO2）排出量を年間60万トン削減することだと述べた。また、野生動物の生息地を作り、保全し、種の喪失を防ぐという目的もあるという。
太陽力
ラン政権は、アデレードが太陽光発電の普及でオーストラリアをリードするための取り組みも開始した。オーストラリア初の「固定価格買取制度」を導入し、家庭の屋根に設置するソーラーパネルの購入を促進したほか、政府から数百万ドルを投入し、博物館、美術館、国会議事堂、アデレード空港、200の学校などの公共施設の屋根にソーラーパネルを設置し、オーストラリア最大の屋上設備で有名なアデレード・ショーグラウンドのコンベンションホールには、発電所として登録されたソーラーパネルを設置した。
風力
2002年に風力発電がゼロだった南オーストラリア州は、2011年10月には風力発電が発電量の26%を占めるまでになった。2011年以前の5年間は、経済成長が著しいにもかかわらず、排出量は15%も減少している。
廃棄物リサイクル
アデレードでは、南オーストラリア州政府もゴミゼロ・リサイクル戦略を採用し、2011年までにリサイクル率80%近くを達成し、430万トンの資材が埋立地からリサイクルに転用された。一人当たりに換算すると、これはオーストラリアで最高の結果であり、100万トン以上のCO2が大気中に流入するのを防いだことに相当する。1970年代には、容器寄託法が導入された。消費者は、瓶、缶、容器をリサイクルに出すと、1本につき10セントの還元がある。2009年、ラン政権によりスーパーマーケットのレジで使用される再利用不可のプラスチック袋が禁止され、年間4億枚のプラスチック袋がゴミになることを防いだ。2010年、Zero Wast SA（South Australia）、国際連合人間居住センターの報告書「世界の都市における固体廃棄物管理（Solid Waste Management in the World Cities）」で表彰された。

#### メルボルン
- モーランド市（英語版）（メルボルン北部にある市）では、カーボンニュートラルを目指すプログラムがあり、そのひとつがZero Carbon Morelandである。
- メルボルン市（英語版）ではこの10年間で、公共交通機関を改善するさまざまな方法が実施され、カーフリーゾーンや道路全体も整備された。

#### シドニー
2018年のArcadis社による「持続可能な都市指数」において、シドニーがオーストラリア国内で最も持続可能な都市にランクインした。オーストラリアの多くの都市は、「緑の持続可能性」部門では低い順位であったが、多くの都市が、より包括的で、文化を支援し、人々の一般的な幸福感を高めることで、社会的持続可能性を向上させるために目覚ましい変化を遂げた。

#### グレータータリー
シドニーの北に位置するニューサウスウェールズ州グレーターターリー市は、オーストラリア初の低炭素都市開発の基本計画を策定している。

### オーストリア
ウィーンでは、自動車の移動が20%程度まで減少することを目標としている。

### ブラジル
ベロオリゾンテ（ブラジル）は1897年に誕生し、人口240万人のブラジル第3位の大都市である。ベロオリゾンテの戦略計画（2010-2030）は、類似都市のインフラをベースに、地方政府、州政府、市の指導者の役割を取り入れ、市民の参加を促しながら、外部コンサルタントによって作成されている。環境的に持続可能な開発の必要性は、州政府の計画プロセスに続いて、新政府の主導によるものである。全体として、大都市の発展は、文化技術や経済状況をより良くサポートするための土地の正規化とインフラ整備に依存している。発展途上国・新興工業国であるにもかかわらず、ブラジルは2つの持続可能な都市を擁している。持続可能な都市の例として、南部のポルト・アレグレやクリチバがよく挙げられる。

### カメルーン
- バフトは、バフト評議会エコシティプロジェクトを通じて、2020年までにエコシティになることを目指して取り組んでいる町であり、伝統的な王国である。

### カナダ
2016年から「グリーンスコアシティ・インデックス」は、カナダの都市のフットプリントを調査している。公認の政府機関や団体のデータを用いて、50もの都市のフットプリントを算出する。
- バンクーバーは、大規模な都市として2018年最高のグリーンスコアを獲得した。
- バーリントンは、中規模都市で2018年最高のグリーンスコアを獲得した。
- ビクトリアは、小規模な都市として2018年最高のグリーンスコアを獲得した。

カナダのほとんどの都市では、持続可能な活動計画があり、都市のウェブサイトから容易に検索・ダウンロードすることができる。
2010年、カルガリーは廃棄物の除去、下水道、水の飲みやすさと利用可能性に関する優れたサービスレベル、および比較的低い大気汚染と相まって、地球上でトップの環境都市にランクインした。この調査は、評判の高いマーサー・ヒューマン・リソース・コンサルティングの生活品質調査と連動して実施された。

### 中国
- 天津市にある中国・シンガポール天津エコシティ（英語版）は、2007年11月に中国とシンガポールの協力で作られた大規模かつ最初のエコシティ共同プロジェクトの一つで、面積は31.23 km²。天津市濱海区に位置し、2018年に最も生活感のあるエコシティとして評価された。
- 上海市の東灘エコシティは、「アラップ」と「Parthers」が開発した崇明島の東に位置するプロジェクトで、2010年までに5万人が居住する予定だったが、開発者は現在建設を保留している。2007年には、天津大学建築学部のイタリア人教授が提唱したコンセプトに基づくエコ・ビレッジの建設が計画された。
- 遼寧省本渓市黄白峪は持続可能な都市モデルの村だが、わずか42戸と規模が小さく、村民がほとんど住んでいないため、大きな批判を浴びている。
- 南京市では2008年4月現在、エコシティとのコラボレーションプロジェクトが進められている。
- 山東省日照市では家庭用太陽熱温水器の設置が義務付けられており、中国の「国家環境保護局」から環境モデル都市に認定されている。
- 天府新区（英語版）は成都の郊外に位置する計画都市で、自動車の使用を控えた自立型都市を目指しており、持続可能な社会を目指した計画となっている。
- 遼寧省大連市では100MWの大連蓄電式発電所[69]が9月29日に中国・大連で送電網に接続され、10月中旬に稼働を開始した[70]。

### デンマーク
2010年（IDA気候計画2050）と2011年（デンマーク気候変動政策委員会）、デンマーク全土を対象とした2つの包括的な調査が実施された。この調査では、2050年からデンマークを100%再生可能エネルギーで運営することの利点と問題点が分析された。また、より大規模で意欲的な計画として、「コペンハーゲン・2025気候計画」も実施されている。
より一般的なものでは、カロンボー・エコ・インダストリアル・パークが産業エコロジーのモデルとしてよく引用される。しかし、デンマークのいくつかの都市、例えばオルボー・バレルップ・フレデリクスハウンなどでは、100%再生可能エネルギーを推進するプロジェクトが実施されている。オールボー大学は、持続可能な都市に関する修士教育プログラム（Sustainable Cities @ Aalborg University Copenhagen）を開始した。
- コペンハーゲン（コペンハーゲンでのサイクリング（英語版））は世界で最も自転車に優しい都市のひとつで、人口の50%以上が自転車で移動している。何百キロも続く自転車専用道路は、自転車と自動車を分離しており、サイクリングに適したインフラが整っている。特に、「サイクルスーパーハイウェイ」は高架の自転車専用道路で、目的地への移動が速く・スムーズに進むことを可能にしている。この都市では、自動車による移動の割合を25%に抑えることを目標としている[62][63][64]。

### エクアドル
ロハ市は、市長のホセ・ボリバル・カスティーヨ博士が始めた持続可能な取り組みが評価され、3つの国際賞を受賞した:25。

### エストニア
エストニアにある4つの季節を楽しめるオックスフォード住宅群は「サステナブル・カンパニー・オブ・ザ・イヤー」を受賞するなど、今現在最先端の持続可能な開発のひとつであることは間違いない。ここでは「カーボンニュートラル」を目指すだけでなく、すでに「カーボンマイナス」になっている。

### フィンランド
フィンランドのトゥルク市は、カーボンニュートラルを達成するために、循環型経済と組み合わせた「トゥルク市・2040年までのカーボンニュートラル」戦略を採用している。

### フランス
パリでは、自転車レーンが倍増されているのに加え、電気自動車への優遇措置が設けられているのに加え、主要な地区において排気ガスが多い自動車の使用を禁止している。

### ドイツ
- フライブルク・イム・ブライスガウでは、しばしば自分の街をグリーンシティと呼んでいる。緑の党所属の市長を擁する数少ない都市の一つであり、太陽エネルギー産業が盛んなことでも知られる。ヴォーバンは、持続可能なモデル地区で、すべての住宅が低エネルギー消費基準で建てられており、地区全体が車のない設計になっている。
- フライブルクにあるもう一つのグリーン地区はリーゼルフェルトであり、家屋が消費するエネルギーより発電するエネルギーの方が多い（エネルギー自給率が高い）地区である。このほかにも、ハノーファーのクロンズベルクやミュンヘン・ハンブルク・フランクフルトなどでも、環境に配慮した持続可能な都市プロジェクトが行われている。
- ベルリンにあるティーアガルテンは520エーカーの広さを持つ大きな公園で、緑地でありながら交通手段としても利用される、社会の持続可能性を示す例である。ティーアガルテンには自動車に邪魔されることなく、人々が安全に自転車や徒歩で移動できる小道がある。この小道は、政府機関、ショッピングエリア、遺跡などといった市内の重要な場所につながっている。ベルリンは、サイクリストのためにロンドンの「スーパーハイウェイ」を真似ている[62][63][64]。

### 香港
政府は洪水橋ニュータウンの計画をエコシティと表現している。旧啓徳空港跡地の都市開発計画も同様である。

### イラン
イスファハーンの「スマートシティオフィス」は、2022年5月に建築物の持続可能性を高める取り組みを始めた。

### アイルランド
南ダブリン郡議会は2007年末、ダブリン郊外に最大15,000戸の住宅を建設し、国際的にも高い水準で設計する「クロンブリス」の開発計画を発表した。クロンブリスの計画には、高いエネルギー効率、暖房と電気に再生可能エネルギーを使用すること、リサイクルや持続可能な建材の使用・熱を分配する地域暖房システム、食物を育てるための割り当て区画の設置、さらには回転式乾燥機を禁止し、代わりに自然乾燥エリアを設置するなど、数えきれないほどの環境に配慮した革新的な計画が含まれている。
2012年、デンマークのオールボー大学がリムリックとクレアの自治体に対してエネルギー計画を実施した。この事業は、2020年の短期的な再生可能エネルギー戦略であり、CO2排出量を20%削減する一方、こうした短期的な行動が長期的な目標である「再生可能エネルギー100％」に有益であることを確認するものであった。

### インド
インドでは、グジャラート州に建設中の世界的な都市「ギフトシティ」に着手している。500エーカー（2.0 km2）の土地に建設される予定だ。また、この種のものとしては初の完全な持続可能な都市となる予定だ。オーロヴィルは、人類の一体化を実現するために1968年に発足し、現在では世界45カ国以上から約2,000人の人々が移り住んでいる。その重点は、活気ある地域文化と、再生可能エネルギーシステム、生息地の復元、生態系技術、心理学的実践、全人的教育などの専門知識である。アンドラ・プラデシュ州新都も未来の持続可能な都市を打ち出している。国連の世界的な持続可能な開発目標（SDGs）都市構想の一環として、ウッタルプラデシュ州のノイダは2018年に、2025年までにSDGsのモデルとなる世界25都市のひとつに選ばれた。

### インドネシア
インドネシアのバンドン、チマヒ、ソレアンの3都市は、廃棄物の量を大幅に削減し、その処理の方法を改善した結果、廃棄物ゼロ都市計画の世界的先駆者となった。

### 韓国
松島国際都市は仁川にある計画都市で、環境に配慮した多くの機能を備えている。例えば、海水を灌漑した中央公園・地下鉄・自転車専用道路・雨水貯留システム・空気圧式ゴミ収集システムなどである。都市の建設に伴って発生する廃棄物の75%はリサイクルされる予定である。
広橋シティセンターもまた、構想中の持続可能な都市のひとつである。

### マレーシア
2014年現在、マレーシアでは「KeTTHA」・「マレーシアエネルギー省」・「緑技術・水省」・「マレーシアグリーンテクノロジー社（GreenTech Malaysia）」、カーボントラストによって低炭素都市計画が試行されている。
マラッカはカーボンフリー都市を目指し、スマート電力網の整備を進めている。これはグリーン経済特区の構想の一環として行われており、再生可能エネルギーやクリーンテクノロジーに重点を置いた20もの研究開発センターを建設し、最大で30万人の新規グリーン雇用を創出することを目的としている。
マレーシア半島の連邦都市農村計画局（FDTCP）は、6分野21項目36組の必須指標を含んだ「持続可能な開発のためのマレーシア都市農村全国指標ネットワーク（MURNInet）」の実施における中心的存在である。選択された指標の目標や基準のほとんどは、地方自治体の階層に応じて調整されている。MURNInetsでは、少なくとも3つの主な新機能を取り入れている。そのひとつが「幸福度指数」で、地域社会の幸福度を重視する現在の開発トレンドに対応した「生活の質」のテーマによる指標である。その他には、自治体のサービスに対する顧客や人々の満足度がある。これらの指標の導入により、持続可能性を測定する際のボトムアップ・アプローチが採用される。

### モロッコ
2023年に計画された「ゼナタ」は、アフリカで初めてエコシティ・ラベルを取得した都市で、総面積470ヘクタールの緑地が含まれる予定だ。また、保水池を設け、地下水の再利用や植林を促進する。海へと続く自然灌漑の公園は、緑の回廊として設計されている。

### ニュージーランド
ワイタケレは、かつて西オークランドに存在した地方組織で、市議会が1990年代初頭に策定した指針文書「グリーンプリント」に基づいて活動するニュージーランド初のエコシティである。

### ノルウェー
オスロ市は「2019 SDGs Index and Dashboards Report for European Cities」で74.8という高得点を獲得し、1位となった。オスロ市は、欧州グリーンシティ指標における炭素排出量削減の目標を達成するため、都市のバイオ燃料化を計画し、渋滞料金の導入により交通量を4〜7%削減した。1990年以降、排出量を50%削減することを目標としており、目標達成のために交通・廃棄物リサイクル・エネルギー消費・緑地など、さまざまな対策を講じている。

### フィリピン
クラーク・フリーポート・ゾーンは、フィリピンの旧アメリカ空軍基地であり、メトロマニラの北西約40マイル（60 km）、パンパンガ州のアンヘレス市の北西側とマバラカット市の西側に位置する。数十億という巨額の予算を投じたプロジェクトにより、36,000 ha (89,000エーカー)旧クラーク空軍基地は、産業、商業、施設が混在する緑豊かな環境へと生まれ変わる予定である。プロジェクトの中核となるのが、「クラーク・グリーン・シティ」と呼ばれる9450ヘクタールの大都市である。建設業者は、環境に配慮したグリーンビルディングシステムを採用し、また太陽光発電や水力発電などの再生可能エネルギーを利用した施設も建設される。

### ポルトガル
ポルトガルのポルト近郊で、「Living PlanIT」という組織がゼロからの街づくりを進めている。建物は自動車と電子的に接続され、利用者は自分が環境に配慮しているという感覚を持つことができる。

### パキスタン
イスラマバード・パキスタンの首都は、緑地が多く、環境に優しい都市である。

### スペイン
- ビルバオは、鉄鋼・港湾産業の衰退に伴う経済的混乱に直面したが、関係者と当局がコミュニケーションをとりながら都市内部の変革を図り、旧港湾地域の地価上昇を自治体の利益にした。1992年、ビルバオ広域都市圏活性化戦略計画がスタートし、古い鉄鋼・港湾産業の再生が進んだ。衰退した鉄鋼や港湾産業から、ヨーロッパで最も繁栄した市場へと転換したことは、持続可能なプロジェクトを実践している典型的な例と言えるだろう。
- バルセロナ市は、市民向け大型商業施設の都市再設計を計画しており、9ブロックの区域を統一された大型商業施設にすることを計画している。その目的は、自動車関連の交通量、騒音、公害を20%以上減少させ、道路面積の60%を市民スペースとして再利用できるようにすることである。これは、バルセロナの人々が空気の悪さゆえに早死にしたり、日常の騒音レベルが有害と判断されたりしていることに着目したものだ。道路を祭りや農家市場、自転車、歩きやすいスペースに変えることで、より健康的なライフスタイルを促進し、より幸せになることが出来るだろう。2020年、欧州投資銀行は、気候変動と社会的不平等に重点を置いた、約40のプロジェクトの完了を支援するために9500万ユーロの融資をバルセロナに認可した[82][83][84]。
- マドリードは2018年、繁華街からの全ての非居住者車両の乗り入れを禁止した[62][85]。

### サウジアラビア
サウジアラビアは最近、最も大規模なエコシティー計画「Neom」を発表した。同国の北西部、紅海沿いに計画されており、完成すれば26,500 km2（10,230 mile2）以上の面積を持つことになる。この開発で最も注目されるのは、「ザ・ライン」と「オキサゴン」だ。「ザ・ライン」は、170kmに及ぶスマートシティとして宣伝されており、至る所に簡単にアクセスできる設備が整っている。オクサゴンは、沖合に計画されている浮遊都市である。建設されれば、最大の都市となる予定である。

### スウェーデン
- ヨーテボリのイェータ川沿いにあるノーラ・アルヴストランデンは、スウェーデンの持続可能な都市の一例である[87]。環境負荷が少なく、その上、パッシブハウスや廃棄物のリサイクルシステムなどを備えている。
- ハマルビー・シェスタッド（英語版）[88]
- マルメヴェストラ・ハムネン、もしくはBo01（英語版）[89]
- ストックホルム王立海港

### アラブ首長国連邦
- マスダール・シティ（アブダビ）は、太陽エネルギーをはじめとする再生可能エネルギーに全面的に頼りつつ、ゼロカーボン、ゼロウェイストという持続可能なエコロジーを備えた計画都市である。
- ドバイにある「ドバイ・ザ・サステナブル・シティ」

### イギリス
- ロンドンは、2050年までに炭素排出量をゼロにすることを掲げている。そのために、自動車での移動の割合を大幅に減らすことに加え、2035年までにガソリン車とディーゼル車の新車をすべて禁止することを目標としている。同様に、英国グリーンビルディング評議会（英語版）によると、英国の総カーボンフットプリントの40パーセントは建築環境によるものである。超高層ビルに使われる鉄鋼は、世界のCO2排出量の7パーセントを占めている。木材、特にCLTは、建設ベースの排出量を削減するための優れた代替案として検討されている[90]。
- ロンドンのサットン区は、英国初の「ワン・プラネット地域」で、住民のエコロジカル・フットプリントを削減し、英国で最も緑の多い区を作るという重要な目標を掲げている。
- ミドルズブラもまた、イギリスの「ワン・プラネット地域」のひとつである。
- ミルトン・ケインズの当初の設計コンセプトは「森の都市」であった。設計者の中の森林管理官達が、数年間をかけてニューランズにある自社の苗床から数百万本の木を植えた[91]。公園、湖、緑地はミルトン・ケインズの約25%を占めている[92][93]。2018年現在、公共の広場に2200万本の樹木や低木が植っている[94][93]。
- イギリス最小の都市であるセント・デイヴィッズは、世界初のカーボン・ニュートラル・シティを目指している。
- レスターは、イギリス初の環境都市である。

### アメリカ
- アリゾナ州アーコサンティ
- ネバダ州コヨーテ・スプリングス（英語版）はアメリカ最大の計画都市である。
- フロリダ州バブコックランチ（英語版）には太陽電池都市構想がある。
- アリゾナ州バックアイのダグラス・ランチ（英語版）
- ニューメキシコ州アルバカーキのメサ・デル・ソル（英語版）
- カリフォルニア州サンフランシスコは、「2019 US Cities Sustainable Development Report」によると、米国で最も持続可能な都市にランクインしている[95]。サンフランシスコのトレジャーアイランド（英語版）は、小さなエコシティの実現を目指すプロジェクトである。
- カリフォルニア州ロナートパークのソノマ・マウンテン・ビレッジ *。